# Ursula Kües
Ursula Kües (* 11. April 1958) ist eine deutsche Mikrobiologin und Professorin für Molekulare Holzbiotechnologie und technische Mykologie an der Universität Göttingen.
Kües studierte Biologie an der Ruhr-Universität Bochum und promovierte anschließend bis 1988 an der TU Berlin. Nach Postdoc-Aufenthalten an der Universität London und der Universität Oxford ging sie 1994 an die ETH Zürich, wo sie sich 1999 habilitierte. 2001 erhielt sie einen Ruf an die Universität Göttingen.
Sie beschäftigt sich u. a. mit der Tintlingsart Coprinopsis cinerea, einem Modellorganismus. Kües war an der Entschlüsselung von dessen DNA sowie der von den Weiß- und Braunfäulepilzen beteiligt.